# Polisportiva Sassari Torres 1997-1998
Questa pagina raccoglie le informazioni riguardanti la Polisportiva Sassari Torres nelle competizioni ufficiali della stagione 1997-1998.

## Rosa
| N. |                   | Ruolo | Calciatore        |
| -- | ----------------- | ----- | ----------------- |
|    | Italia (bandiera) | A     | Manuel Carta      |
|    | Italia (bandiera) | D     | Riccardo Chechi   |
|    | Italia (bandiera) | C     | Fabio Chessa      |
|    | Italia (bandiera) | A     | Domenico Costanzo |
|    | Italia (bandiera) | C     | Manuel Cristofari |
|    | Italia (bandiera) | D     | Luigi Dettori     |
|    | Italia (bandiera) | C     | Francesco Felici  |
|    | Italia (bandiera) | A     | Francesco Fiori   |
|    | Italia (bandiera) | P     | Fulvio Flavoni    |
|    | Italia (bandiera) |       | Daniele Fois      |
|    | Italia (bandiera) | C     | Alessandro Frau   |
|    | Italia (bandiera) | D     | Luca Lacrimini    |

| N. |                   | Ruolo | Calciatore         |
| -- | ----------------- | ----- | ------------------ |
|    | Italia (bandiera) | D     | Sandro Luceri      |
|    | Italia (bandiera) | D     | Gianluca Masia     |
|    | Italia (bandiera) | C     | Luca Piga          |
|    | Italia (bandiera) | C     | Michele Pulina     |
|    | Italia (bandiera) | C     | Omar Rivolta       |
|    | Italia (bandiera) | P     | Francesco Rossi    |
|    | Italia (bandiera) | C     | Luca Rusani        |
|    | Italia (bandiera) | D     | Emidio Sabatelli   |
|    | Italia (bandiera) | C     | Nicola Sanna       |
|    | Italia (bandiera) | A     | Francesco Tribuna  |
|    | Italia (bandiera) | D     | Alfredo Trovalusci |